# Šuma pagoda u šaolinskom hramu
Šuma pagoda u šaolinskom hramu je niz pagoda (hramovi ili sveta mjesta) koje su izgrađene od kamena ili cigle u pokrajini Henan, u Kini. Građene su od 791. godine, za vrijeme vladavine dinastije T'ang, pa nadalje tijekom vladavina dinastija Sung, Yuan, Ming i Qing.

## Lokacija
Šuma pagoda u šaolinskom hramu nalazi se u podnožju planine Song, te je jedna od najvećih šuma pagoda u Kini. Godine 1996. imenovana je za nacionalno slikovito područje.
Šuma pagoda je zajedno sa šaolinskim hramom 2010. godine upisana na UNESCO-ov popis Svjetske baštine kao dio povijesnih spomenika Dengfenga.

## Galerija fotografija
- Pagode šaolinskog hrama
- Pagode
- Šuma pagoda, 300 metara zapadno od hrama
- Šuma pagoda
- Nekoliko pagoda u šumi
- Detaljni prikaz pagode
- Najstarija pagoda u šumi
- Pagoda izgrađena za vrijeme vladavine dinastije Sung

## Vanjske poveznice
|  | Zajednički poslužitelj ima još gradiva o temi Šuma pagoda u šaolinskom hramu |